# Bundesautobahn 544
Bundesautobahn 544 (em português: Auto-estrada Federal 544) ou A 544, é uma auto-estrada na Alemanha.
A Bundesautobahn 544 tem 4 km de comprimento.

## Estados
Estados percorridos por esta auto-estrada:
- Renânia do Norte-Vestfália